# 乌克兰东部战役
东乌克兰攻势是2022年俄羅斯全面入侵烏克蘭期间俄军为控制乌克兰东部而发起的攻势。该攻势与自2014年开始的顿巴斯战争相结合。也是俄軍在入侵期間仍在持續發動的進攻。
2022-2023年冬，俄羅斯集中力量攻佔巴赫穆特城，在戰爭中最血腥的一場戰役中基本摧毀了該城，並在2023年5月完全佔領了該城。2023年6月，烏克蘭在整個前線發動了另一次大規模的反攻，奪取了巴赫穆特郊區沿線和頓涅茨克州西南部的一些俄羅斯陣地，但沒有在頓巴斯取得預期的重大成果。到了2023年11月，這場反攻在東部基本停頓，俄羅斯開始進行新的攻擊行動，並在之後以小波攻勢逐漸蠶食領土，並在2024年2月控制了頓涅茨克州的另一重鎮阿夫迪伊夫卡和馬林卡。

## 背景
自2014年以來，烏克蘭軍隊與俄羅斯支持的頓涅茨克人民共和國分裂分子在顿巴斯战争期間一直發生零星戰鬥。

## 时间线

### 2022年

#### 2月
在俄罗斯总统弗拉基米尔·普京宣布在乌克兰开展“特别军事行动”后，俄罗斯军队越过俄罗斯-乌克兰边境，向哈尔科夫推进。推进过程期间，俄罗斯军队遭到乌克兰军队激烈抵抗，其后于哈尔科夫爆发哈尔科夫战役。与此同时，从东北方向推进的俄军已经包围科诺托普。凌晨3点左右苏梅市郊爆发战斗。上午7时30分，阿赫特尔卡爆发战斗。
2月25日凌晨1点39分，据报道，俄罗斯军队已从苏梅市撤退。而哈尔科夫北部郊区的激烈战斗仍在继续。
同日上午，俄罗斯军队从顿涅茨克人民共和国向乌克兰马里乌波尔推进，双方爆发战斗。 此战乌克兰取胜，并至少摧毁20辆俄罗斯坦克。 傍晚时分，俄罗斯海军开始从亚速海向距离马里乌波尔70公里（43英里）的海岸发动两栖登陆作战。
2月26日，哈尔科夫州州长奥列赫·西涅胡博夫（Oleh Synyehubov）称，哈尔科夫仍处于乌克兰控制之下。他还宣布哈尔科夫将实施宵禁。同日苏梅战斗爆发，俄罗斯军队趁机攻占苏梅市。2022年2月26日，乌克兰军队将俄罗斯军队击退出苏梅。据报道，苏梅3名平民伤亡。据情报组织Rochan Consulting称，苏梅以西的俄军夜间向西推进，距离基辅仅剩150（93英里）。

#### 3月
霍爾利夫卡攻勢是2022年俄羅斯入侵烏克蘭期間，為爭奪頓涅茨克州霍尔利夫卡地區而進行的戰鬥。烏克蘭軍隊在戰爭期間首次發動進攻，向由俄羅斯軍隊和頓涅茨克人民共和國控制的霍尔利夫卡市推進。據報導，烏克蘭第95空中突擊旅於3月1日開始進攻該市，並於3月2日控制了郊區，至3日該市的一部分已被烏克蘭軍隊佔領。
3月1日，乌克兰军队开始对霍尔利夫卡进行反攻，该区域自2014年底就一直被顿涅茨克人民军控制俄媒称，卢甘斯克人民军占领了卢甘斯克州的 15 个城镇。
60 多辆俄罗斯军车于3月2日在进入舊比利斯克时被当地民众阻碍前进。乌克兰最高拉达表示，俄军对伊久姆的炮击共造成8人死亡。分离主义分子控制的顿涅茨克已经遭到炮击数日。一些社区失去了电力供应，被烧毁的汽车残骸处处可见。
乌克兰官员表示，乌军在开战后首次发动反攻，向霍尔利夫卡镇推进。 Ihor Zhdanov 后来声称“有报道”说该市的一部分已被乌克兰军队占领。据乌克兰报道，乌克兰第 95 空中突击旅已于前一天开始袭击这座城市。驻扎在城市的郊区。

#### 9月
9月初，烏克蘭在哈爾科夫州展開了大規模反攻，奪回了數個據點。

#### 10月
10月1日，烏克蘭軍隊包圍並進入利曼，俄羅斯國防部稱俄軍已從利曼撤退。

### 俄羅斯春季和夏季活動（2024年4月-至今）

#### 頓涅茨克州
俄羅斯媒體於4月5日報導，俄羅斯軍隊已進入恰西夫亞爾東郊。烏克蘭東部作戰司令部否認這些報導，但承認市郊的局勢已變得「緊張」。 4月6日，於2月8日接替瓦列里·扎盧日內擔任烏克蘭總指揮官的亚历山大·瑟尔斯基將軍表示："今天，最激烈的戰鬥正在 Pervomaiske 和 Vodiane 地區，以及恰西夫亞爾東部進行，敵人正試圖突破我們的防線。"
4月13日，瑟尔斯基表示東部戰線的局勢在最近幾天 「顯著惡化」，在2024年俄罗斯总统选举之後，戰事更加激烈。瑟尔斯基將俄羅斯最近在頓涅茨克州的勝利部分歸因於其優越的武器裝備，並表示需要訓練更多烏克蘭步戰部隊。同一天，DeepStateMap.Live報導，俄羅斯軍隊攻佔位於恰西夫亞爾以東不到 6 英里（10 公里）的波赫丹尼夫卡  (Bohdanivka)；俄羅斯國防部後來於4月21日確認攻佔該處。

#### 北部哈爾科夫州
俄羅斯軍隊繼續在頓涅茨克和盧甘斯克州逐步推進，並於5月10日在烏克蘭的哈爾科夫州發動新攻勢並使用砲轟、空襲和步兵攻破沃夫昌斯克和哈爾科夫方向的防線。5月17日，亚历山大·瑟尔斯基中將表示，新的攻勢「將現役敵對行動區域擴大了近70公里」。截至5月21日，俄羅斯已重新佔領了哈爾科夫州的13個村莊和居民點，並推進至沃夫恰斯克的沃夫恰河北岸。

#### 盧甘斯克州和哈爾科夫州東部
5月20日，俄羅斯國防部表示已完全收復位於盧甘斯克州的比洛霍里夫卡，但烏克蘭總參謀部表示烏克蘭軍隊仍在「阻擋」俄羅斯軍隊接近該聚落。
6月9日，戰爭研究所引用地理定位畫面評估，俄羅斯軍隊「很可能在最近佔領」了位於哈爾科夫州的Ivanivka村。
7月20日，俄羅斯被證實收復了哈爾科夫州東部的皮夏內 (Pishchane)。